# Ciorbă
Ciorbă ('ʧor.bə; dal turco çorba pron. ciorba) è un gruppo di minestre acide  realizzate con carne, ortaggi vari o funghi, diffusa in Asia centrale, in Turchia e in alcune aree balcaniche storicamente di influenza turco-altaica.

## Varianti rumene
La maggior parte dei rumeni distinguono supă (brodo) dalla ciorbă sulla base del fatto che la supă non prevede l’aggiunta di sostanze acide e, solitamente, non contiene al suo interno la carne, mentre la ciorbă può contenere la carne, la verdura e una grande varietà di ingredienti acidi, come limoni, borş (crusca fermentata), panna acida (smântână) o zeamă de varză acră (succo di crauti). 
Spesso si aggiunge del levistico. La ciorbă richiede la presenza di pezzetti di verdura (mista di solito) e a volte anche di carne. È un piatto povero, spesso preparato dai contadini delle campagne con quello che la terra offriva loro, ovvero verdura mista e in proporzioni variabili (molto di raro conteneva la carne, ingrediente ricco), questa variante libera è detta ciorbă ţărănească (minestrone contadino).
Vi sono diversi tipi di ciorbă che si cucinano nelle varie zone della Romania. Ricordiamo qui:
- ciorbă de burtă (ciorbă con trippa)
- ciorbă de perișoare (ciorbă con polpette di carne)
- ciorbă de legume (ciorbă di verdure)
- ciorbă de ștevie (ciorbă con Rumex patientia)
- ciorbă de vițel (ciorbă di vitello)
- ciorbă de văcuță (ciorbă con carne bovina)
- ciorbă de pui (ciorbă di pollo)
- ciorbă de conopidă (ciorbă di cavolfiore)
- ciorbă de potroace (ciorbă con frattaglie e interiora di gallinacei)
- ciorbă de dovleac (ciorbă di zucca)
- ciorbă de pește (ciorbă di pesce)
- ciorbă de urzici (ciorbă di ortiche)

- Ciorbă de fasole verde (Ciorbă di fagiolini)

- Ciorbă de fasole uscata (Ciorbă di fagioli secchi)

- Ciorbă de sfeclă rosie (Ciorbă di barbabietola)

- Ciorbă de cartofi (ciorbă di patate)

- Ciorbă de lobodă (ciorbă di bietolone rosso)

- Ciorbă de măcriș (ciorbă di acetosa o erba brusca)

## Varianti turche
Ricetta tradizionale nota in tempi molto remoti e codificata ufficialmente con la ricetta attuale già nel III secolo d.C.